# Espaço mensurável
Em matemática, em especial na teoria da medida, um espaço mensurável é um conjunto {\displaystyle \mathbb {X} \,} dotado de uma sigma-álgebra {\displaystyle {\mathfrak {M}}\,}. Denota-se {\displaystyle \left(\mathbb {X} ,{\mathfrak {M}}\right).}
Todo conjunto pertencente à {\displaystyle {\mathfrak {M}}\,} é dito conjunto mensurável.
Quando {\displaystyle \mathbb {X} \,} é também um espaço topológico com uma topologia {\displaystyle \tau \,}, é muitas vezes o caso que {\displaystyle \tau \subseteq {\mathfrak {M}}\,}. Neste caso, todos os conjuntos borelianos são
mensuráveis e o espaço é dito de Borel.
Quando existe uma medida {\displaystyle \mu \,} definida em {\displaystyle {\mathfrak {M}}\,}, dizemos que {\displaystyle \left(\mathbb {X} ,{\mathfrak {M}},\mu \right)\,} é um espaço de medida ou espaço com medida.